# 蒂呂湖

53°04′45″N 8°12′09″E / 53.0790631°N 8.2025081°E

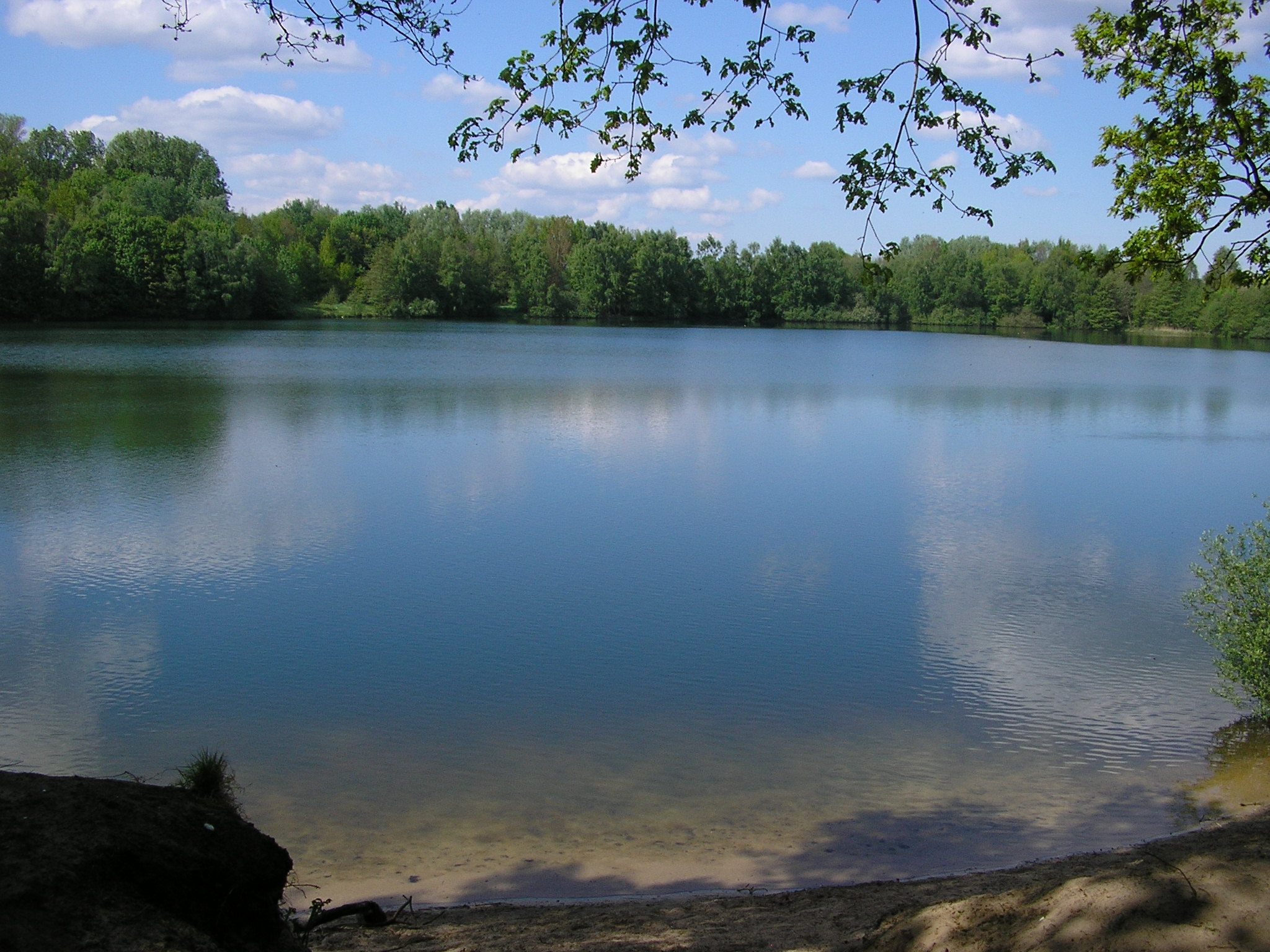

蒂呂湖（德語：Tillysee），是德國的湖泊，位於該國西北部，由下薩克森州負責管轄，處於奧爾登堡縣，長0.5公里、寬0.3公里，面積0.11平方公里，海拔高度3米，湖岸線長度1.3公里。